# Ponta De Lança Africano (Umbabarauma)
"Ponta de Lança Africano (Umbabarauma)" é uma canção pelo cantor e compositor brasileiro Jorge Ben Jor do seu álbum de 1976 África Brasil. A canção  foi mais tarde regravada pelas bandas Ambitious Lovers e Soulfly.  A canção é sobre um atacante Africano, e se tornou uma faixa sobre o futebol muito conhecido. Foi descrito como "[possivelmente] umas das melhores canções sobre o futebol ja escrita", e fazendo um escrito a falar que o "Jorge Ben deveria ser considerando o poeta laureado das composições de futebol".
Foi incluída na compilação de 1989 de David Byrne chamando Brazil Classics Beleza Tropical, incitando rotação de um vídeo clipe da faixa do canal VH1. A versão original da faixa foi usando no documentário Di/Glauber.
Foi lançado como um compacto em 1989 pela EMI Records, o compacto foi apoiado com outra faixa do álbum Beleza Tropical, Nazaré Pereira's "Maculele".
Em 2021, a revista Rolling Stone classificou-o como número 351 em sua atualizada lista de 500 melhores canções de todos os Tempos. Sendo a única canção brasileira na lista.

## Versão do Ambitious Lovers
Ambitious Lovers gravou um cover da canção do seu álbum Lust. Um 12-inch single de remixes da faixa (listado no rótulo como simplesmente "Umbabarauma") pelo Charley Casanova e Goh Hotodain que foi lançador pela gravadora Elektra Records em 1990, que se tornou um dance hit, atingido a posição numero 10 nas paradas de dança da Billboard.

### Faixas
- "Umbabarauma" (World Beat Club Mix) – 5:08
- "Umbabarauma" (Jorge Meets Junior House Dub) – 6:20
- "Umbabarauma" (Mix Da Verdade) – 4:27
- "Umbabarauma" (Cassanova's Kickin' House Mix) – 6:47
- "Umbabarauma" (Lemon Tree Basement Dub) – 7:36

## Versão do Soulfly
A banda de Heavy metal Soulfly gravou uma versão cover da canção, como "Umbabarauma", lançada como segundo single da banda em 1998, retirada do álbum de estreia Soulfly.

### Faixas

#### Maxi-single
| N.º            | Título                                       | Duração |  |
| 1.             | "Umbabarauma" (LP Mix)                       | 4:13    |  |
| 2.             | "Umbabarauma" (World Cup Mix)                | 3:45    |  |
| 3.             | "Tribe" (Extended Version)                   | 5:54    |  |
| 4.             | "Umbabarauma" (World Cup Mix – Instrumental) | 3:38    |  |
| Duração total: | Duração total:                               | 17:30   |  |

#### Promo CD
| N.º | Título        | Duração |  |
| 1.  | "Umbabarauma" |         |  |

### Personal
Membros regulares do Soulfly
- Max Cavalera – vocais, guitara base
- Jackson Bandeira – guitara principal
- Marcello D. Rapp – baixo
- Roy "Rata" Moyorga – bateria

Personal adicional
- Eric Bobo – percussão
- Jorge Du Peixe – Tambora
- Gilmar Bolla Oito – Tambora
- Produzido pelo Ross Robinson

### Desempenho nas tabelas musicais
| Chart (1995)     | Posição |
| ---------------- | ------- |
| UK Singles (OCC) | 83      |